# Narathura pryeri
Narathura pryeri är en fjärilsart som beskrevs av Butler 1892. Narathura pryeri ingår i släktet Narathura och familjen juvelvingar. Inga underarter finns listade i Catalogue of Life.